# Ondres
Ondres là một xã, thuộc tỉnh Landes trong vùng Nouvelle-Aquitaine. Xã này có diện tích 15,13 kilômét vuông, dân số năm 2006 là 4244 người. Xã này nằm ở khu vực có độ cao trung bình 46 mét trên mực nước biển. 

## Biến động dân số
| Năm | 1962  | 1968  | 1975  | 1982  | 1990  | 1999  | 2006  |
| --- | ----- | ----- | ----- | ----- | ----- | ----- | ----- |
| Dân số | 1 419 | 1 523 | 2 073 | 2 704 | 3 100 | 3 650 | 4 244 |
| From the year 1962 on: No double counting—residents of multiple communes (e.g. students and military personnel) are counted only once. |       |       |       |       |       |       |       |